# کتابخانه سلسوس

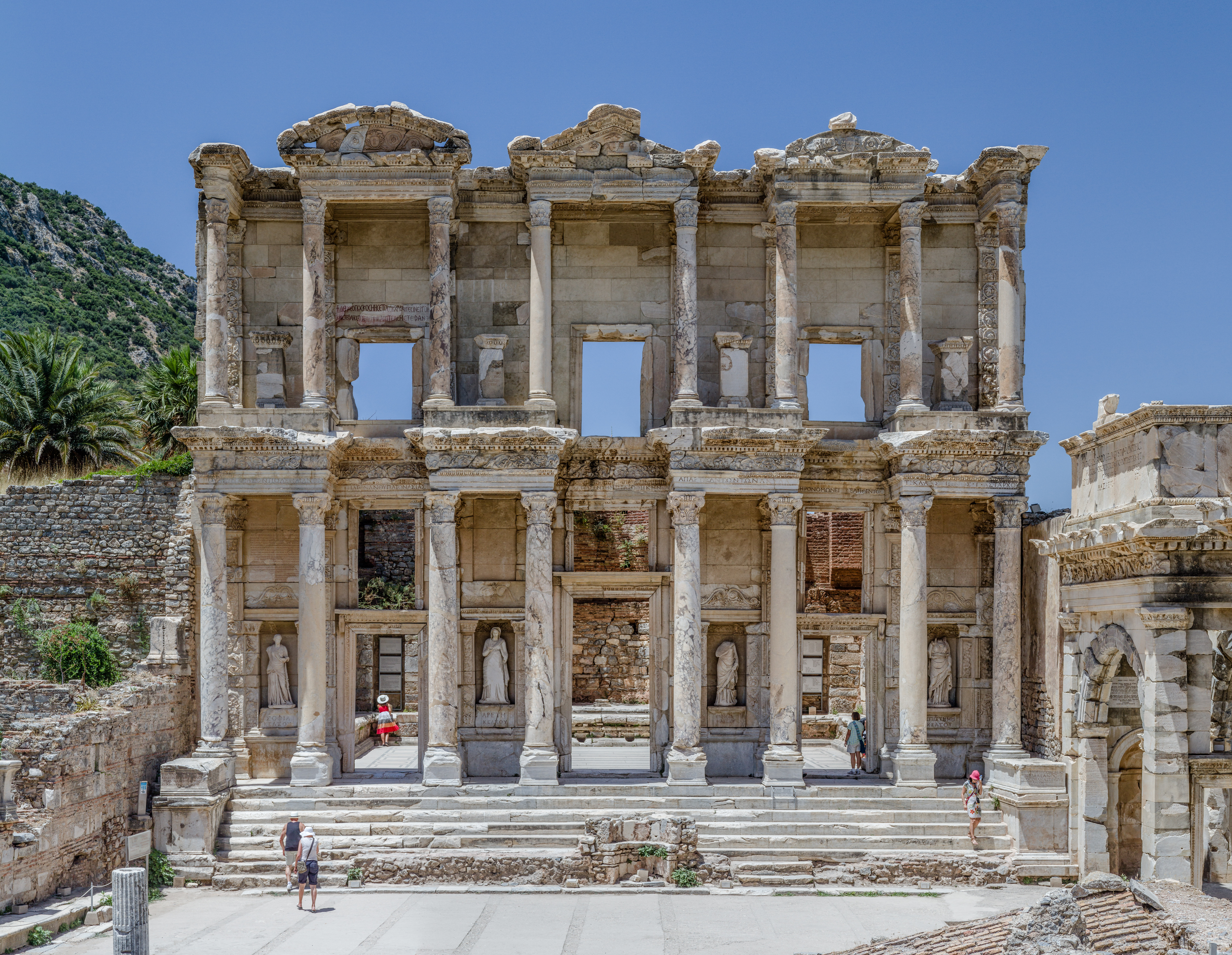
نمایی از کتابخانه سلسوس

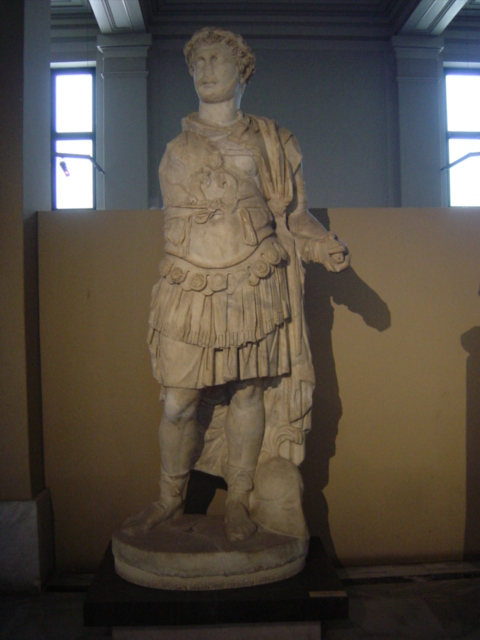
مجسمه سنگ مرمر از سلسوس، که در طبقه فوقانی کتابخانه سلسوس ایستاده بود و اکنون در موزه باستان‌شناسی استانبول

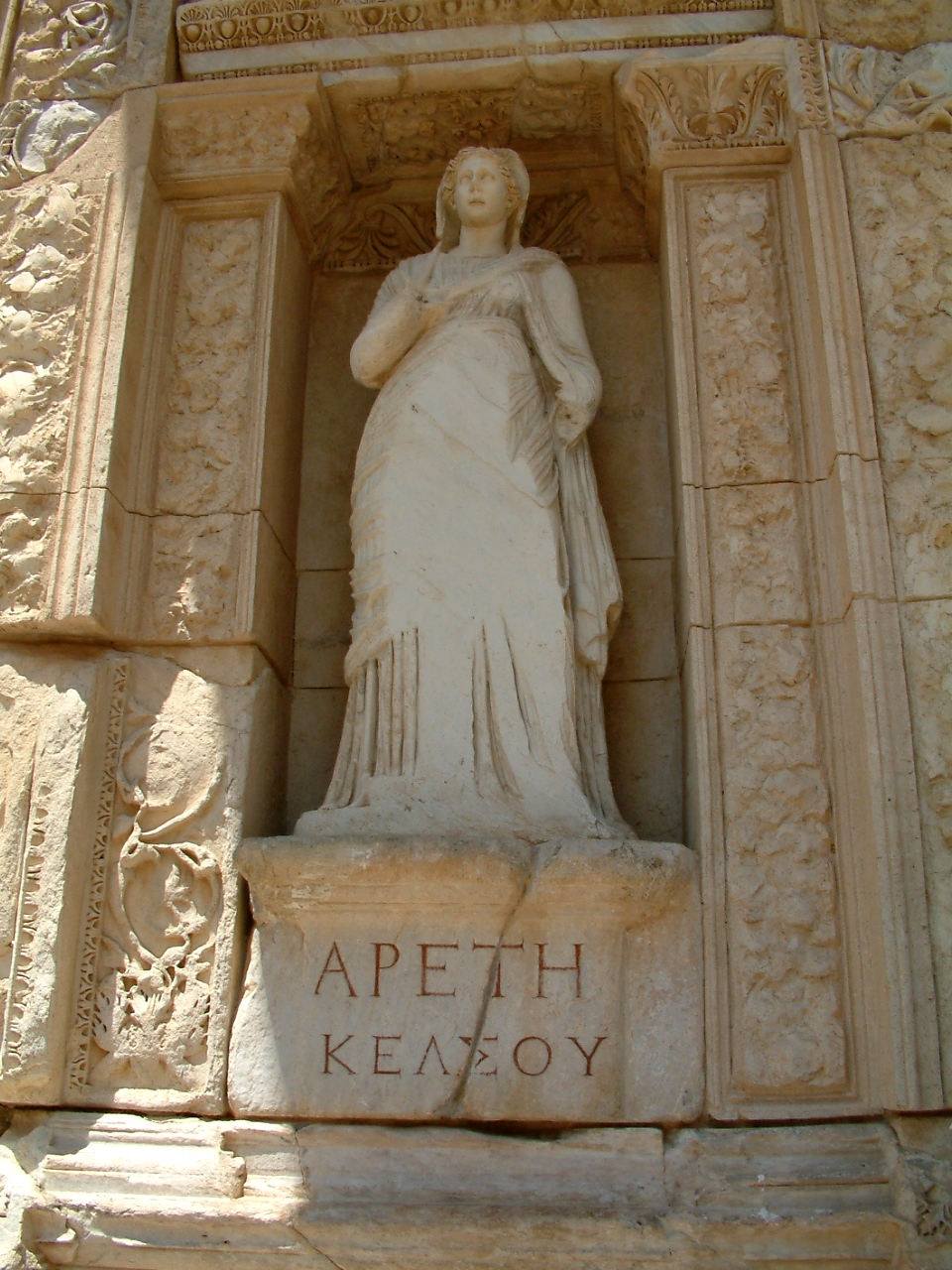
اریستوس، انسان‌انگاری در کتابخانه سلسوس

کتابخانه سلسوس (انگلیسی: Library of Celsus) یک ساختمان به جامانده از دوران روم باستان در افسوس، آناتولی، که در حال حاضر بخشی از سلجوک (Selcuk)، ترکیه است. بنای آن به افتخار سناتور روم، تیبریوس ژولیوس سلسوس در ۱۳۵ میلادی توسط پسرش، گایوس ژولیوس آکویلا (کنسول، ۱۱۰ م) ساخته و تکمیل شده‌است. این کتابخانه برای ذخیره ۱۲۰۰۰ کتیبه و همچنین به عنوان مقبره برای سلسوس بود که در یک دخمه ساخته شده و در زیر کتابخانه مدفون است.
داخل این کتابخانه ظاهراً توسط زلزله در ۲۶۲ میلادی نابود شد و نمای آن در زلزله دیگری در سال دهم یا یازدهم میلادی و برای قرن‌های طولانی به صورت خرابه ماند تا این که بین سالهای ۱۹۷۰ و ۱۹۷۸ نمای آن توسط باستان شناسان دوباره مرمت و ساخته شده‌است.